# NGC 5367
NGC 5367 је рефлексиона маглина у сазвежђу Кентаур која се налази на NGC листи објеката дубоког неба.
Деклинација објекта је - 39° 58' 42" а ректасцензија 13h 57m 43,8s. Привидна величина (магнитуда) објекта NGC 5367 износи 13,8. NGC 5367 је још познат и под ознакама IC 4347, ESO 325-N*36.